# 篠原大作
篠原 大作（しのはら だいさく、1933年7月4日 - 2016年2月1日）は、日本の男性俳優、声優。北海道出身。妻は声優の花形恵子（2015年死別）。

## 来歴
明治大学卒業。1954年4月、劇団ぶどうの会に入団。1961年2月、ぶどうの会を脱退し、山田肇、花形恵子、松村彦次郎などともに劇団風を結成、りんどうプロダクション、竜の会、東京俳優生活協同組合を経て、81プロデュースに所属していた。
真船豊原作の『水泥棒』の末吉で初舞台。
『快傑ライオン丸』『特別機動捜査隊』などのナレーターを務めたほか、俳優としてテレビドラマにアナウンサー役で出演することも多かった。
妻の花形恵子とともに『ふたり朗読館』を主宰して朗読の分野でも精力的に活動していた。
2016年2月1日、病気療養中に死去。82歳没。

## 人物
声種はローバリトン。
特技はテニス。資格は普通自動車免許。
2人の息子がいた。

## 出演作品

### テレビドラマ
- いとしい恋人たち（1959年、NHK）
- なんたって18歳! 第14話（1971年、TBS）
- 幸福ゆき（1975年、TBS / 大映テレビ） - ナレーター
- 森村誠一シリーズ / 腐蝕の構造（1977年、MBS / 東映）
- 日本の戦後 第6回「くにのあゆみ 戦後教育の幕あき」（1977年、NHK特集）
- 太陽にほえろ!（NTV / 東宝）
  - 第201話「にわか雨」（1976年） - 気象庁職員
  - 第214話「奇妙な友達」（1976年） - 菊池外科病院医師
  - 第316話「ある人生」（1978年） - 沼田和男
  - 第666話「父親ブルース」（1984年）
  - 第701話「ヒロイン」（1986年） - テレビの声
  - 第707話「いつか見た、青い空」（1986年） - インタビュー番組の司会者
  - 第708話「撃て!愛を」（1987年）
- 特捜最前線（ANB）
  - 第127話「裸の街1・首のない男!」（1979年）
  - 第186話「東京、殺人ゲーム地図!」（1980年）
  - 第344話「幻の父・幻の子!」（1984年）
  - 第396話「万引少女の告白!」（1984年）
  - 第430話「昭和60年夏・老刑事船村一平退職!」（1985年）
- 噂の刑事トミーとマツ（TBS / 大映テレビ）
  - 第1シリーズ 第17話「キン好きトミ好き、マツ嫌い」（1979年）
- 花王愛の劇場 / 北の宿から（1979年、TBS / 松竹）
- 3年B組金八先生（TBS）
  - 第1シリーズ 第10話「女生徒軍団朝帰り」（1979年） - 園田エミ子の父・栄治
- 走れ!熱血刑事 第24話「青春にキックオフ」（1981年、ANB / 勝プロ） - 愛住高校教諭
- 歴史の涙（1980年、TBS / テレビマンユニオン） - 侍従・入江相政
- 金曜ドラマ / 突然の明日 第12話「ついて行きます」（1980年、TBS） - 河合病院医師
- Gメン'75 第315話「独房の中の花嫁」（1981年、TBS / 東映）
- 新・海峡物語 第10話（1981年、ANB）
- 幻之介世直し帖（1981年、NTV / 国際放映） - ナレーター
- ねらわれた学園 第2話（1982年、CX）
- ザ・サスペンス / 惨事 バスガイドの殺意（1982年、TBS）
- ザ・サスペンス / ソープ嬢モモ子シリーズ2・聖母モモ子の受難（1983年、TBS）
- 月曜ワイド劇場 / 轢き逃げ わが子を殺された母の復讐!（1983年、ANB）
- NHK大河ドラマ
  - 徳川家康（1983年） - 足利義昭
  - 山河燃ゆ（1984年）
  - 葵 徳川三代（2000年） - 生駒親正
- 土曜ワイド劇場（ANB）
  - 牟田刑事官事件ファイル「事件の眼 信濃路にいた女、幼なじみに殺される」（1983年）
  - ねらわれた社長一族「結婚前夜の謎 燃えた二億円!」（1985年）
  - 山村美紗サスペンス「京都不倫旅行殺人事件」（1986年）
  - 寝台急行「銀河」殺人事件（1986年）
  - 西村京太郎トラベルミステリー「雷鳥九号殺人事件」（1987年）
- 私鉄沿線97分署 第84話「愛の逃亡 サファリでチョン!!」（1986年、ANB / 国際放映）
- 六本木ダンディーおみやさん 第1話「女刑事班が初出動!6億のマンションに住む独身男が殺されていた事件」（1987年、ABC）
- 火曜サスペンス劇場（NTV）
  - 名無しの探偵・3「愛の復讐 リヴェンジ」（1987年）
  - 六月の花嫁シリーズ・1「禁じられた結婚」（1987年）
  - 松本清張スペシャル・やさしい地方（1988年）
  - 嘘を重ねて 平凡な人妻の見栄と欲望が背徳の血に濡れるとき（1989年）
  - 魔術はささやく（1990年）
  - 女検事・霞夕子・8「死なれては困る」（1991年）
  - 深夜の法廷 夫の不倫は許せない!（1994年）
- はぐれ刑事純情派（ANB / 東映）
  - 第1シリーズ 第10話「美人局!? 結婚詐欺に泣いた男」（1988年）
  - 第2シリーズ 第24話「夜を歩く女」（1989年） - 板倉
  - 第4シリーズ 第7話「通り魔!? 狙われた赤いコートの女」（1993年） - 上原営業課長
- 男と女のミステリー（1988年、CX / 大映テレビ）
  - 殺意 或る女の誤算
  - 罠の中の女
- 火曜スーパーワイド / おんな達のオシャレな復讐 ヨコハマ・ヨコスカ－湯ヶ島温泉（1989年、ANB）
- 代議士の妻たちII 第7話「事件」、第8話「人命は地球よりも重し」（1989年、TBS）
- ゴリラ・警視庁捜査第8班 第36話「スイートメモリー」（1989年、ANB / 石原プロ）
- 予備校ブギ（1990年、TBS）
- 世にも奇妙な物語（CX）
  - 第2シリーズ「ま・ば・た・き」（1991年）
  - 第3シリーズ「血も涙もない」（1992年）
- 踊る大捜査線 歳末特別警戒スペシャル（1997年12月30日、CX）
- 愛の劇場 / 永遠の1/2 第1話（2000年、TBS）
- バーチャルガール 第3話「推定20億の名画に隠された父子絶縁の謎」（2000年、NTV）

### 映画
- 蘇える金狼（1979年、東宝） - アナウンサーの声 ※ノンクレジット
- 首都消失（1987年、東宝）
- 踊る大捜査線 THE MOVIE（1998年、東宝） - 警察庁長官官房総務審議官

### 舞台
- エー・アンド・ピープロデュース公演 12人の浮かれる男（陪審員2号）（1980年、1985年）

### テレビアニメ
1969年
- アタックNo.1（実況アナウンサー）

1970年
- 巨人の星（1970年 - 1971年）

1973年
- 侍ジャイアンツ
- ど根性ガエル

1977年
- 新・巨人の星（1977年 - 1978年）
- ドカベン（アナウンサー）

1978年
- 一球さん
- ペリーヌ物語（エドモン）
- 無敵鋼人ダイターン3（アナウンサー）
- 野球狂の詩（1978年 - 1979年、木戸、高校アナ）
- ルパン三世 (TV第2シリーズ)

1979年
- 新・巨人の星II（広岡達朗）

1991年
- 機甲警察メタルジャック（執刀医）

1997年
- 名探偵コナン（金澤智康）

1998年
- MASTERキートン（イリアの父）

2002年
- ヒートガイジェイ（じい）
- わがまま☆フェアリー ミルモでポン! わんだほう（チョウロ〈グルミ族長老〉）

2003年
- コロッケ!（オジン）

2004年
- 今日からマ王!（ベイカー）
- tactics（村長）

2005年
- ああっ女神さまっ（学長）
- スターシップ・オペレーターズ（川路）
- ツバサ・クロニクル（町長）
- まじかるカナン（桶狭間）

2006年
- ぷるるんっ!しずくちゃん（2006年 - 2007年、極楽先生） - 2シリーズ

2007年
- エル・カザド（リトゲン上院議員）
- 天元突破グレンラガン（校長）

2008年
- ゴルゴ13（バーのマスター）
- スケアクロウマン（おじいさん）
- 絶対可憐チルドレン（大倫さん）
- 全力ウサギ（老紳士）
- 無限の住人（浅野虎行）

2009年
- エレメントハンター（ナンディ・スレンドラ）

2011年
- へうげもの（黒田孝高〈代役〉、長谷川等伯）

2013年
- 惡の華（猫町堂店主）

### 劇場アニメ
- 巨人の星 宿命の対決

### OVA
- 千年の約束（根古本茂兵衛）国税庁企画 ビデオアニメ（2006年）

### ゲーム
- ロマンシング サガ -ミンストレルソング-（2005年、ガト、ニザム）
- テイルズ オブ エクシリア（2011年、ハウス）
- テイルズ オブ エクシリア2（2012年、ハウス）

### ドラマCD
- 七海花音ドラマCDシリーズ 秀麗学院高校物語 伝説の少年（飯倉）

### 吹き替え

#### 洋画
1960年
- 蛇皮の服を着た男（デビッド〈ジョン・バラグリー〉）

1963年
- 七人の脱走兵（セルウィン中尉）

1969年
- 私生活（ビットリオ、印刷屋、助手3、記者5）

1974年
- 狼の挽歌（アナウンサー） ※テレビ朝日版
- レーサー

1975年
- 激突! ※テレビ朝日版

1976年
- チャレンジャー ※フジテレビ版

1977年
- SOS北極... 赤いテント（ナレーター、記者D、ラジオアナウンス、水夫E、パノリョフ）

1979年
- ローマの休日 ※テレビ朝日版

1985年
- スペース・サタン ※フジテレビ版

1986年
- 殺人者たち ※ソフト版

1987年
- 黄金のウナギ

1988年
- スーパー・マグナム ※テレビ朝日版

1991年
- トリック大作戦（チン・ワントウ〈程運涛〉）

1995年
- 沈黙の戦艦（提督の補佐官）※テレビ朝日版（日本語吹替音声追加収録版ブルーレイに収録）

1999年
- 迷宮のレンブラント（裁判長）

2000年
- 氷の接吻
- スリーピー・ホロウ（トーマス・ランカスター〈イアン・マクダーミド〉、ニューヨーク市長〈クリストファー・リー〉）
- ハイロ・カントリー（フーバー・ヤング〈ジェームズ・ギャモン〉）
- ひかりのまち

2001年
- ブリジット・ジョーンズの日記（フイッツ・ハーバート〈ポール・ブルック〉）

2002年
- ハリー・ポッターと秘密の部屋（コーネリウス・ファッジ〈ロバート・ハーディ〉）
- ワイルド・ワイルド・ウエスト ※日本テレビ版

2004年
- ハリー・ポッターとアズカバンの囚人（コーネリウス・ファッジ〈ロバート・ハーディ〉）
- レッドナイト

2005年
- ハリー・ポッターと炎のゴブレット（コーネリウス・ファッジ〈ロバート・ハーディ〉）
- バルティック・ストーム（ユーリ）

2006年
- キス・オブ・ザ・ドラゴン ※テレビ東京版

2007年
- ハリー・ポッターと不死鳥の騎士団（コーネリウス・ファッジ〈ロバート・ハーディ〉）

2009年
- ハリー・ポッターと謎のプリンス（コーネリウス・ファッジ〈ロバート・ハーディ〉）

#### 海外ドラマ
1960年
- ミステリーゾーン（デビッド・ホイットリー〈ハンク・パターソン〉）

1964年
- アウター・リミッツ（テランス・ブルックマン、ウィリアムス博士）

1967年
- スパイ大作戦 暗殺者レディキラー（ホテルのフロント）

1968年
- スパイ大作戦 毒には毒をもて!（警官）

1969年
- 宇宙家族ロビンソン（海賊スミーク）

1971年
- スパイ大作戦 銃殺（軍曹、警察の無線の声）

1973年
- スパイ大作戦
  - 市街大追跡（シャイナー、ヒューゴ）
  - 暗殺目標変更!（ジェイムソン、ガソリンスタンドの係員）

1977年
- スペース1999 巨大な宇宙脳の攻撃（ケリー）

1990年
- ヤングライダーズ（マーフィー）#25

1992年
- タイムマシーンにお願い（ドクター・バーガー〈W・K・ストラットン〉）
- 名探偵ポワロ 愛国殺人（劇中映像ナレーター）※NHK版

1993年
- アボンリーへの道（アラナー公）
- 名探偵ポワロ エジプト墳墓のなぞ（劇中映像ナレーター）※NHK版
- 名探偵ポワロ チョコレートの箱（裁判長）※NHK版

1996年
- スピン・シティ（ランドール・ウィンストン市長〈バリー・ボストウィック〉）

2002年
- ER VII 緊急救命室（牧師）

2005年
- ザ・ホワイトハウス（ボブ・イングラー〈サム・ロイド〉）

#### 海外人形劇
- サンダーバード（1966年）
  - ニューヨークの恐怖（エンパイア救助本部ジョンソン）
  - 恐怖の空中ファッションショー（記者1）
- キャプテン・スカーレット アメリカ大陸を救え!（1967年、メイソン、胴元）
- ジョー90 大手術作戦（1968年、空港アナウンス）
- ロンドン指令X（1970年、ブレイク）

### 特撮
1964年
- 忍者部隊月光（第3、4話 ベニトの声）

1967年
- 光速エスパー（第2話）

1968年
- ウルトラセブン（第49話 登坂アナウンサー）
- 戦え! マイティジャック（第19話 ナレーター）

1972年
- 超人バロム・1（第29話 ラジオのアナウンサーの声）

1974年
- キカイダー01（第34話 アナウンサー）

1976年
- バトルホーク（第9話 アナウンサー）

1977年
- 宇宙鉄人キョーダイン（第40話）
- 秘密戦隊ゴレンジャー（第78話 アナウンサー）

1985年
- 勝手に!カミタマン（第24話 怪人・野生の王国）
- 兄弟拳バイクロッサー（第30話 アナウンサー）

1989年
- 機動刑事ジバン（第23話）

1990年
- 特警ウインスペクター（第45話 中津川修）

1991年
- 特救指令ソルブレイン（第4話 青山電機役員）

### ラジオドラマ
- NHKラジオ第2放送 朗読の時間 - 朗読
- LFラジオ劇場「赤いメイフラワー」（1969年）
- KRラジオ図書館「まぼろしの白熊」（1984年）
- NHK-FM特集オーディオドラマ「岩場のチングルマ」（1993年）

### 人形劇
- 伊賀の影丸（1963年）

### モーションコミック
- 食キング（2016年、陳名宝）

### ナレーション
- NHKスペシャル（NHK総合）
- 快傑ライオン丸（1972年 - 1973年、CX）
- 特別機動捜査隊（1961年 - 1977年、NET） - 次回予告ナレーター 他
- 今夜もドル箱（1995年 - 1998年、テレビ東京）
- ドキュメント地球時間「アメリカ大統領とその時代」（NHK教育）
- DVD 太平洋戦争（ユーキャンシリーズ）
- DVD 昭和天皇の時代（ユーキャンシリーズ）
- ニュースステーション（1985年 - 2004年、テレビ朝日）
- BS世界のドキュメンタリー（NHK-BS1）

### ボイスオーバー
- 偉大なる旅人鄭和（NHK総合）
- NHKスペシャル（NHK総合）
- ハイビジョン特集「9.11ニューヨーカーたちの5年」（NHK-BSプレミアム）
- BS世界のドキュメンタリー（NHK-BS1）
- 21世紀のパイオニア（NHK-BS2） - 平野次郎の声
- 日立 世界・ふしぎ発見!（TBS）

### その他コンテンツ
- 現代ヴィオル・コンソート展「ヴィオル七変化」 - 語り
- 文春カセットライブラリー「吉村昭 山本長官機 撃墜さる 実録・海軍甲事件」（朗読）